# Alain Berset
Alain Berset (Friburgo, 9 aprile 1972) è un politico svizzero, consigliere federale (Ps, Fr) dal 1º gennaio 2012 al 31 dicembre 2023, presidente della Confederazione svizzera nel 2018 e 2023. Il 25 giugno 2024 Berset è stato eletto segretario generale del Consiglio d'Europa e assumendo l'incarico il 18 settembre 2024 succedendo a Marija Pejčinović Burić

## Biografia
Alain Berset è originario di Misery-Courtion (nel Cantone di Friburgo), figlio di un libraio e di una insegnante. Si è laureato in scienze politiche nel 1996 e ha conseguito un dottorato in scienze economiche nel 2005 all'Università di Neuchâtel con una tesi sul ruolo della migrazione internazionale sulle condizioni di lavoro locali.
Prima consigliere generale del comune di Belfaux (nel Cantone di Friburgo) dal 2001 al 2003; poi deputato al Consiglio degli Stati dal dicembre 2003 e vicepresidente del gruppo socialista alle Camere federali, dal dicembre 2005. È stato deputato all'Assemblea costituente del Canton Friburgo e presidente del gruppo socialista alla Costituente, dal 2000 al 2004. Eletto in Consiglio federale come successore di Micheline Calmy-Rey il 14 dicembre 2011.

Il Consiglio Federale Svizzero nel 2018

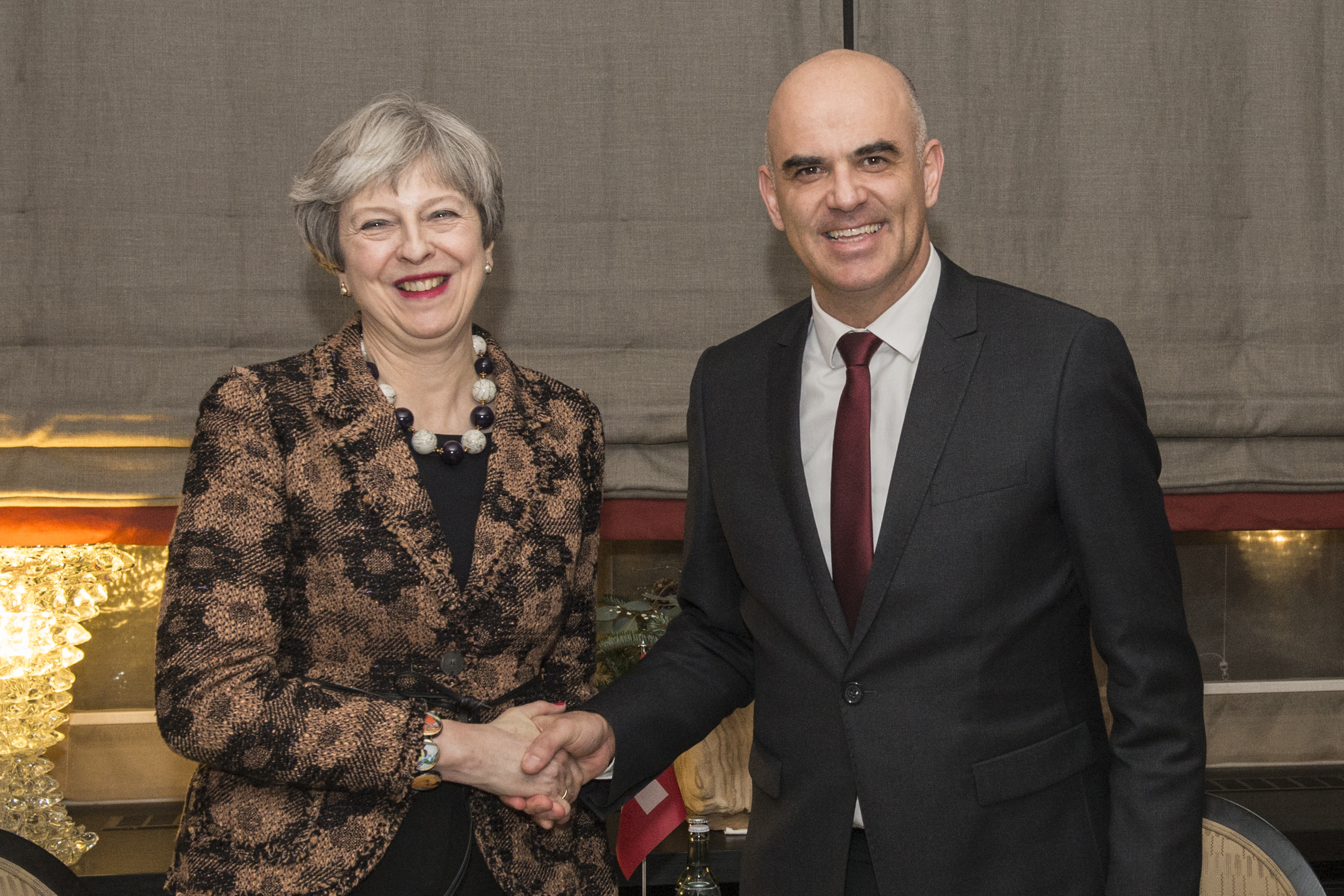
Berset con il Primo Ministro britannico Theresa May a Davos nel 2018

Il 1º gennaio 2017 Berset è diventato vicepresidente del Consiglio federale sotto la presidente Doris Leuthard, alla quale è succeduto il 1º gennaio 2018. Ha lasciato la presidenza il 31 dicembre 2018 lasciando l'incarico a Ueli Maurer.
Durante la pandemia di COVID-19 in Svizzera, in qualità di capo del Dipartimento federale dell'interno, è stato una delle figure di spicco nella risposta del governo alla crisi. Dopo un'intervista con Berset, Schweizer Radio und Fernsehen (SRF) ha detto: "Ci sono stati momenti durante la prima ondata in cui non sapeva più se fosse giorno o notte, giorno della settimana o fine settimana. Ha dichiarato che non aveva mai provato niente del genere prima".
Il 1º gennaio 2022 Berset è nuovamente vicepresidente del Consiglio federale, sotto la presidenza di Ignazio Cassis; il 7 dicembre 2022 è stato eletto presidente, succedendo a Cassis il 1º gennaio 2023.

## Vita privata
Berset è sposato con Muriel Zeender Berset ed è padre di tre figli. La famiglia vive a Belfaux, un villaggio vicino a Friburgo.

## Procedimenti giudiziari
Il 21 novembre 2020, il settimanale Die Weltwoche ha rivelato, dalla penna dell'ex consigliere nazionale SVP/UDC di Zurigo Christoph Mörgeli, che Berset era stato vittima di un tentativo di ricatto l'anno precedente. Una donna, poi condannata in un procedimento penale, avrebbe tentato di estorcergli 100.000 franchi svizzeri minacciando di pubblicare fotografie e messaggi privati che si erano scambiati. Il mondo politico si è impadronito subito della vicenda; il 17 settembre 2021 la Procura Federale ha deciso di indagare su una possibile violazione del segreto d'ufficio nel caso del tentativo di estorsione. La donna, denunciata da Berset, è stata poi condannata. Nel giugno 2022 un'indagine interna del Parlamento svizzero ha scagionato Berset dall'accusa di aver abusato delle sue prerogative statali per contrastare la donna.
Nel settembre 2021, mentre si contestava la politica sanitaria seguita dal Consiglio federale per superare la pandemia di COVID-19 e si criticava Alain Berset, il caso rimbalzava: scoppiava una polemica sull'uso di un veicolo di rappresentanza durante una scappatella con la donna, sull'utilizzo di collaboratori di Stato per dirimere il tentativo di ricatto, in particolare mediante l'invio presso il domicilio dell'interessato della Task Force TIGRIS della Polizia Giudiziaria Federale, nonché sui limiti tra il rispetto della vita privata invocati dalla magistrato e interesse pubblico.